# ۵۵۸ (پیش از میلاد)
۵۵۸ (پیش از میلاد) ۵۵۸مین سال قبل از تقویم میلادی است.

## مناسبت‌ها
==رویدادها== کمبوجیه‌جای‌خود‌رابه‌فرزندش‌سپرد.کوروش‌تمام‌قبایل‌پارس‌رامتحد‌ساخت